# 菜園派
菜園派（さいえんは、英語: Kailyard school）とは、その欠点もすべて含めてスコットランドの生活を余すことなく描いたものが次第に粗野なものと見られるようになったことへの反動として、19世紀末に始まったスコットランド文学の一派。その由来から、菜園派は人々に影響を及ぼす現実的な問題を拭い去って田舎の生活を過度に感傷的に描写したものと見られた。「菜園派」という名前は、通常田舎屋に隣接する小さなキャベツ畑を意味するスコットランド語の「kailyaird」または「kailyard」に由来する
菜園派の作家には、以下のような作家が含まれる。
- ジェームス・マシュー・バリー（『ピーター・パン』の作者）
- イアン・マクラレン（Ian Maclaren）
- ジョン・ジョイ・ベル（John Joy Bell）
- ジョージ・マクドナルド
- サミュエル・ラザフォード・クロケット（Samuel Rutherford Crockett）

スコティッシュ・ルネサンス（Scottish Renaissance）は意図的に菜園派と敵対した。